# Шверницкий, Христофор
Христофо́р Шверни́цкий (Кшиштоф Швемицкий) (1814—1894) — священник из Конгрегации Непорочного зачатия Пресвятой Девы Марии, в 1849 сослан в Иркутск, где стал настоятелем самого обширного по территории римско-католического прихода в мире (от Северного Ледовитого океана до Китая). В 1888 папа римский Лев XIII назвал его Апостолом Сибири.

## Жизнь
Христофор Шверницкий родился 8 сентября 1814 в деревне Варнупяны, недалеко от Мариямполе как сын Адама и Катерины (в девичестве Воцлавской). На крещению родители назвали его Иосифом (Юзефом) и воспитали в патриотической атмосфере. В 7 лет он начал учиться в школе в Мариямполе, после трёхлетней начальной школы, поступил он в гимназию, которой руководили мариане.
Во время Польского восстания (1830—1831) Шверницкий поступил в полк уланов, был дважды ранен: в сражении под Сточеком и Новой Весью. После поражения восстания вступил в орден мариан и окончил среднюю школу, затем начал учёбу в семинарии. В ордене принял имя Христофор (пол. Krzysztof). 24 декабря 1837 года был рукоположен в священники Епископом Павлом Страшыньским в Сейнах. В течение следующих лет он работал с глухими в Варшаве, где оказал помощь в создании Института глухих и там же осваивал методику работы с ними. После возвращения в Мариямполе создал там подобный институт.
В 1846 году был арестован по обвинению в нелегальной доставке из Пруссии и Франции и распространении польской патриотической литературы, был помещён в Александровскую цитадель в Варшаве, где пробыл пять лет, был подвергнут суровому следствию без возможности защиты. После этого Шверницкий был сослан в Иркутск, где получил разрешение исполнять священнические обязанности в местном костёле. С начала помогал пожилому о. Гацицкому, а после его смерти (в 1856 году) он стал настоятелем прихода Вознесения Девы Марии в Иркутске.
В 1855 году Шверницкому было дано позволение на возвращение на родину, но он принял решение остаться в Иркутске и помогать ссыльным полякам поддерживать их веру и надежду. Регулярно посещал своих прихожан. В 1859 году, с разрешения Генерал-губернатора Муравьева, предпринял поездку через всю Сибирь, чтобы обеспечить духовную заботу о католических солдатах. Свои впечатления и наблюдения он описал в своём Дневнике путешествия по Сибири.
В 1881—1885 годах Шверницкий построил новый костёл в Иркутске, потому что прежний деревянный костёл сгорел в большом пожаре Иркутска 1879 года, в новом костёле была установлена фисгармония, изготовленная на фабрике Дебена в Париже. Он также построил и затем управлял приютом для детей ссыльных поляков.
В январе 1894 Шверницкий подвергся нападению и был жестоко избит. Он так и не смог оправиться от полученных травм. Умер 26 ноября 1894. Похоронен в Иркутске на Иерусалимском кладбище.

## Высказывания современников
Спустя шесть лет после его смерти, Бенедикт Дыбовский сказал о нём: 
Будучи на протяжении 40 лет настоятелем одного из обширнейших католических приходов в Сибири он видел мало счастья среди своих (прихожан), но напротив был свидетелем непрерывных страданий и тяжкой бедности, многих горьких слёз, а нередко и сомнения. Будучи постоянно среди несчастий он не был никогда их равнодушным наблюдателем, напротив, он глубоко сопереживал мукам изгнаннической жизни и в меру своих сил и возможностей облегчал страдания, неся всюду помимо помощи материальной также и утешение духовное вместе с той тихой искрой надежды, которая одна только и способна уберечь человека от сомнения и отчаяния
.

## Награды
- в 1857 − Медаль «В память войны 1853—1856»;
- в 1870 − Орден Святого Станислава третьей степени;
- в 1879 − Орден Святой Анны третьей степени[2]
- в 1888 − римский папа Лев XIII назвал его Апостол Сибири.